# Österreichische Fußball-Frauenmeisterschaft 1974/75
Die österreichische Fußball-Frauenmeisterschaft 1974/75 war die dritte Meisterschaft im österreichischen Frauenfußball nach der 35-jährigen Pause zwischen 1938 und 1972. Sie bestand aus der sechsten Auflage einer höchsten Spielklasse (Damenliga Ost – 1. Leistungsstufe) und wurde vom Wiener Fußball-Verband veranstaltet. Meister wurde der KSV Ankerbrot Wien, der damit seinen ersten Titel gewann.

## Erste Leistungsstufe – Damenliga Ost

### Modus
Jeder spielte gegen jeden zweimal in insgesamt 14 Runden. Ein Sieg wurde mit zwei Punkten belohnt, ein Unentschieden mit einem Zähler.

### Saisonverlauf
Die Liga setzte sich aus acht Vereinen zusammen, zwei Mannschaften mehr als im Vorjahr.

### Abschlusstabelle
Die Meisterschaft endete mit folgendem Ergebnis:
| Pl.                            | Verein                          | Sp. | S   | U | N  | Tore    | Diff. | Punkte |
| ------------------------------ | ------------------------------- | --- | --- | - | -- | ------- | ----- | ------ |
| 01.                            | KSV Ankerbrot Wien (N)          | 014 | 013 | 0 | 01 | 105:110 | +94   | 26     |
| 2.                             | USC Landhaus (M)                | 14  | 10  | 2 | 2  | 073:150 | +58   | 22     |
| 3.                             | DFC Ostbahn XI (C)              | 14  | 10  | 0 | 4  | 062:150 | +47   | 20     |
| 4.                             | SV Kagran                       | 14  | 8   | 1 | 5  | 040:170 | +23   | 17     |
| 5.                             | SC Hainfeld (N)                 | 14  | 5   | 1 | 8  | 027:450 | −18   | 11     |
| 6.                             | SV Enzesfeld-Hirtenberg         | 14  | 4   | 1 | 9  | 037:440 | −7    | 09     |
| 7.                             | SG USC Halbturn/SC Breitenbrunn | 14  | 3   | 1 | 10 | 026:560 | −30   | 07     |
| 8.                             | SV Pauker Wien (N)              | 14  | 0   | 0 | 14 | 000:167 | −167  | 0      |
| Stand: Endstand. Quelle: RSSSF |                                 |     |     |   |    |         |       |        |

| (M) | Österreichischer Fußball-Frauenmeister 1973/74 |
| (C) | ÖFB-Ladies-Cup-Sieger 1973/74                  |
| (N) | Neuaufsteiger der Saison 1973/74               |

Aufsteiger
- Burgenland: keiner
- Niederösterreich: keiner
- Wien: SV Elektra Wien